# Đứa trẻ bên trong bạn
Theo tâm lý học phổ thông cũng như tâm lý học phân tích, khái niệm Inner child hay gọi là Đứa trẻ bên trong bạn được nhận định là một bản thể tồn tại bên trong mỗi chúng ta hành xử và phản ứng như một đứa trẻ. Bản thể đó được hình thành nên bởi những gì mằ một người trải qua khi còn ở độ tuổi vị thành niên, cụ thể là trong độ tuổi dậy thì. Bản thể đứa trẻ bên trong bạn thường được tồn tại dưới dạng một nhân cách độc lập trong nhận thức. Thuật ngữ này mang tính ứng dụng vào việc tư vấn chữa lành về mặt sức khỏe tâm thần. Khái niệm này sau đó được đại chúng biết đến nhiều hơn thông qua các cuốn sách của diễn giả truyền cảm hứng người Mỹ John Elliot Bradshaw (29/06/1933 - 08/05/2016) và những cộng sự của ông.